# Pluto fa la balia
Pluto fa la balia (Pluto's Fledgling) è  un film del 1948 diretto da Charles A. Nichols. È un cortometraggio animato della serie Pluto prodotto dalla Walt Disney Productions e uscito negli Stati Uniti il 10 settembre 1948, distribuito dalla RKO Radio Pictures. È stato distribuito anche come L'uccellino implume di Pluto e trasmesso in TV coi titoli Pluto istruttore di volo e L'uccellino di Pluto.

## Trama
Cercando di imparare a volare, un uccellino rosso cade dal nido e atterra nella ciotola piena d'acqua di Pluto, rischiando di affogare. Il cane lo salva e lo riporta al nido. Qui il piccolo cerca nuovamente di spiccare il volo, ma questa volta si ritrova prima sul naso e poi nella bocca di Pluto. In lacrime, l'uccellino chiede a Pluto di insegnargli a volare e lui accetta. L'uccellino cerca quindi di volare tenendosi alla coda di Pluto, finché il cane inciampa in una camera d'aria. Pluto ha l'idea di usare la camera d'aria come l'elastico di una fionda, per lanciare in aria l'uccellino. Mentre lo fa, però, il volatile esce dalla camera d'aria e si aggrappa alla coda di Pluto, che poco dopo inciampa su un osso. I due animali si ritrovano quindi catapultati in cielo, dove l'uccellino impara finalmente a volare. Pluto invece, dopo una serie di disavventure, atterra vicino alla cuccia e viene raggiunto dal piccolo volatile.

## Edizioni home video

### VHS
- Winny Puh orsetto ghiottone (settembre 1982)[2]
- Winny Puh orsetto ghiottone (1987)[3]
- VideoParade vol. 20 (settembre 1994)[4]

### DVD
Il cortometraggio è incluso, come contenuto speciale, nel DVD di Ritorno all'Isola che non c'è.